# Harajuku

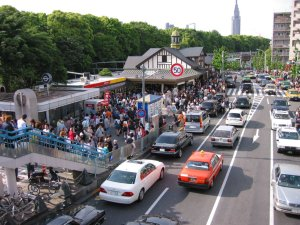
Bahnhof Harajuku

Harajuku (japanisch 原宿) ist der gängige Name für das Stadtviertel rund um den Bahnhof Harajuku in der japanischen Hauptstadt Tokio. Auf den meisten Karten ist der Name nicht zu finden – offiziell gehört die Gegend zum Stadtteil Jingumae (神宮前) des Bezirks Shibuya.
Harajuku ist vor allem bei jungen Japanern beliebt und gilt mit seinen vielen Läden und Boutiquen als eines der wichtigsten Modezentren Japans. Die kleine Einkaufsstraße Takeshita-dōri und der Harajuku-Abschnitt der Meiji-dōri sind die wichtigsten Einkaufsmeilen. Die hier vorwiegend angebotene, etwas punklastige Jugendmode gab einem eigenen Stil, dem Harajuku-Kei, den Namen.
Sonntagnachmittags ist die kleine Brücke Jingūbashi zwischen dem Bahnhof und dem Eingang zum Yoyogi-Park der größte reguläre Treffpunkt in Japan für aufwändig und fantasievoll verkleidete, jugendliche Cosplayer, vor allem sog. Lolitas. Oft finden sich dort ebenso viele Fotografen wie Fotografierte ein. Im angrenzenden Teil des Parks spielen ebenfalls sonntagnachmittags viele junge Bands verschiedener, meist rockiger Musikrichtungen an den Wegen.
Vor allem durch internationale Künstler wird dieser Stadtteil heute in der westlichen Welt populär. So benannte sich danach das Dance-Projekt Harajuku und der Bezirk wird auch beispielsweise von Gwen Stefani, SISMA und Belle and Sebastian besungen.

## Sonstiges
Als Kontrast zur von Jugendlichen geprägten Takeshita-dōri kann die Einkaufsstraße Jizō-dōri (地蔵通り) gelten, die bei älteren Menschen populär ist. Diese liegt im Bezirk Toshima, nördlich des Bahnhof Sugamo. Im Volksmund wird der Bereich um die Jizō-dōri auch Großmütterchens Harajuku (おばあちゃんの原宿, Obā-chan no Harajuku) genannt.
Im Ort befindet sich das Ōta-Kunstmuseum für Ukiyo-e.

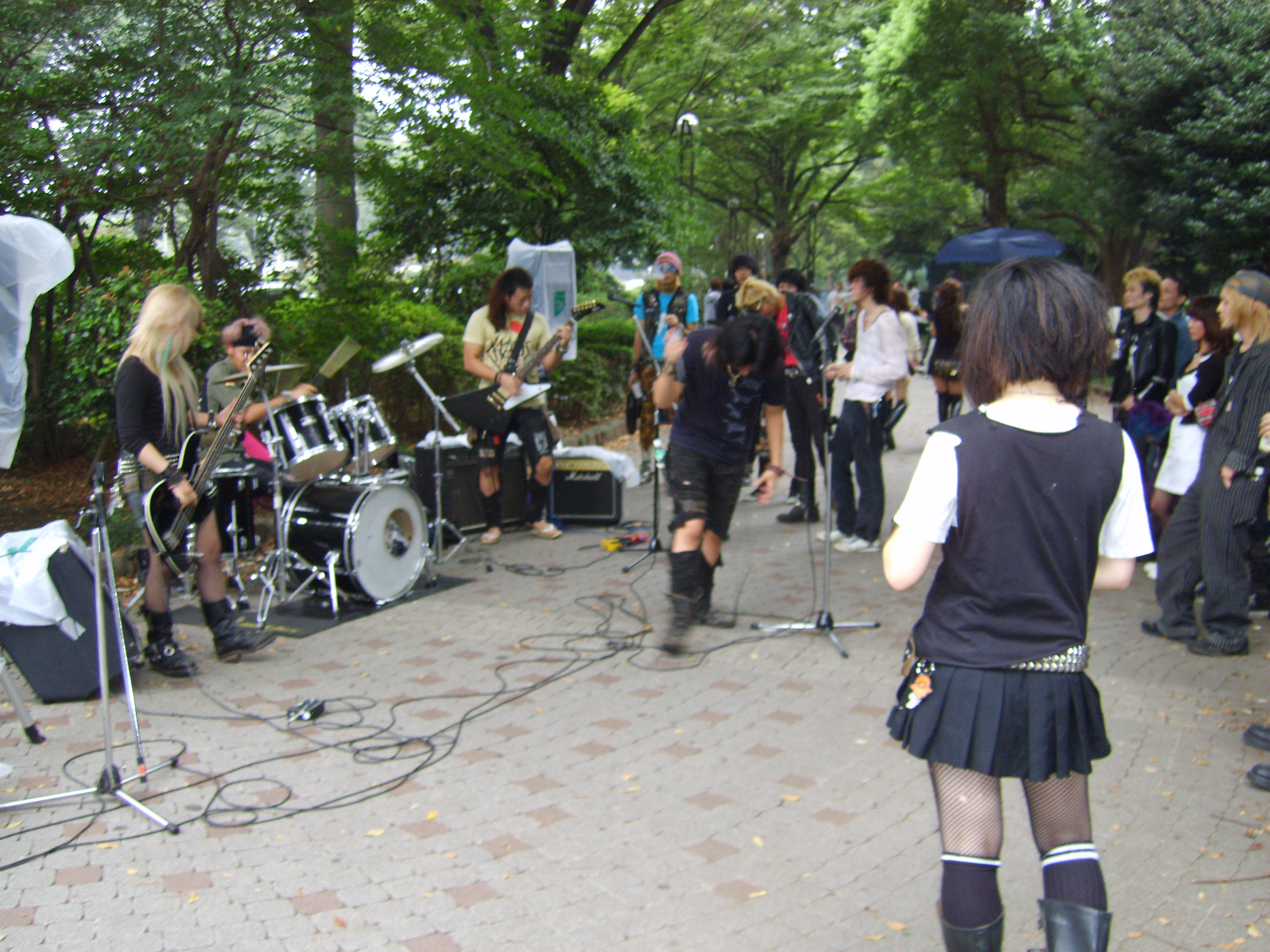
Rockband am Parkweg
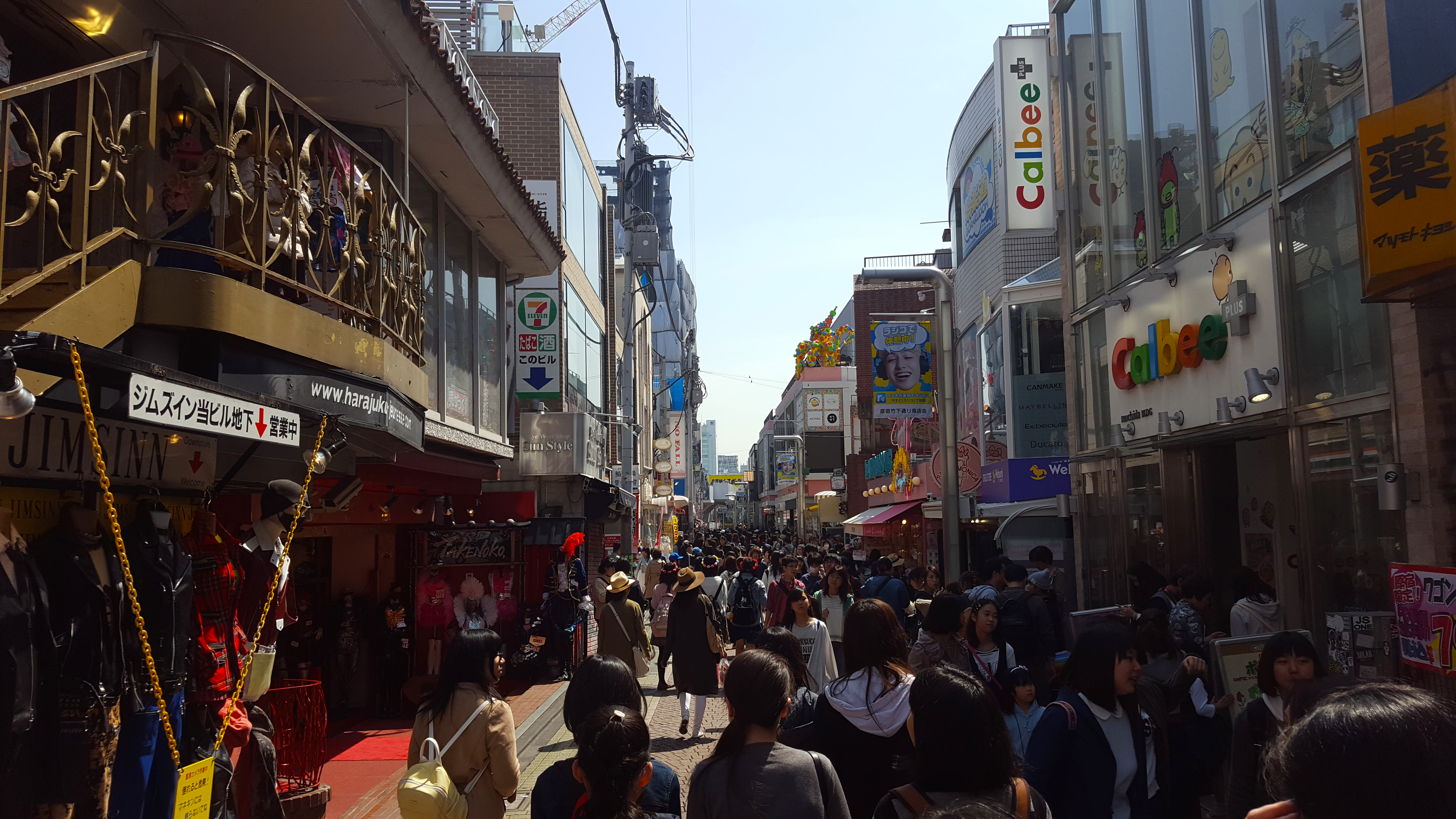
Einkaufsstraße in Harajuku
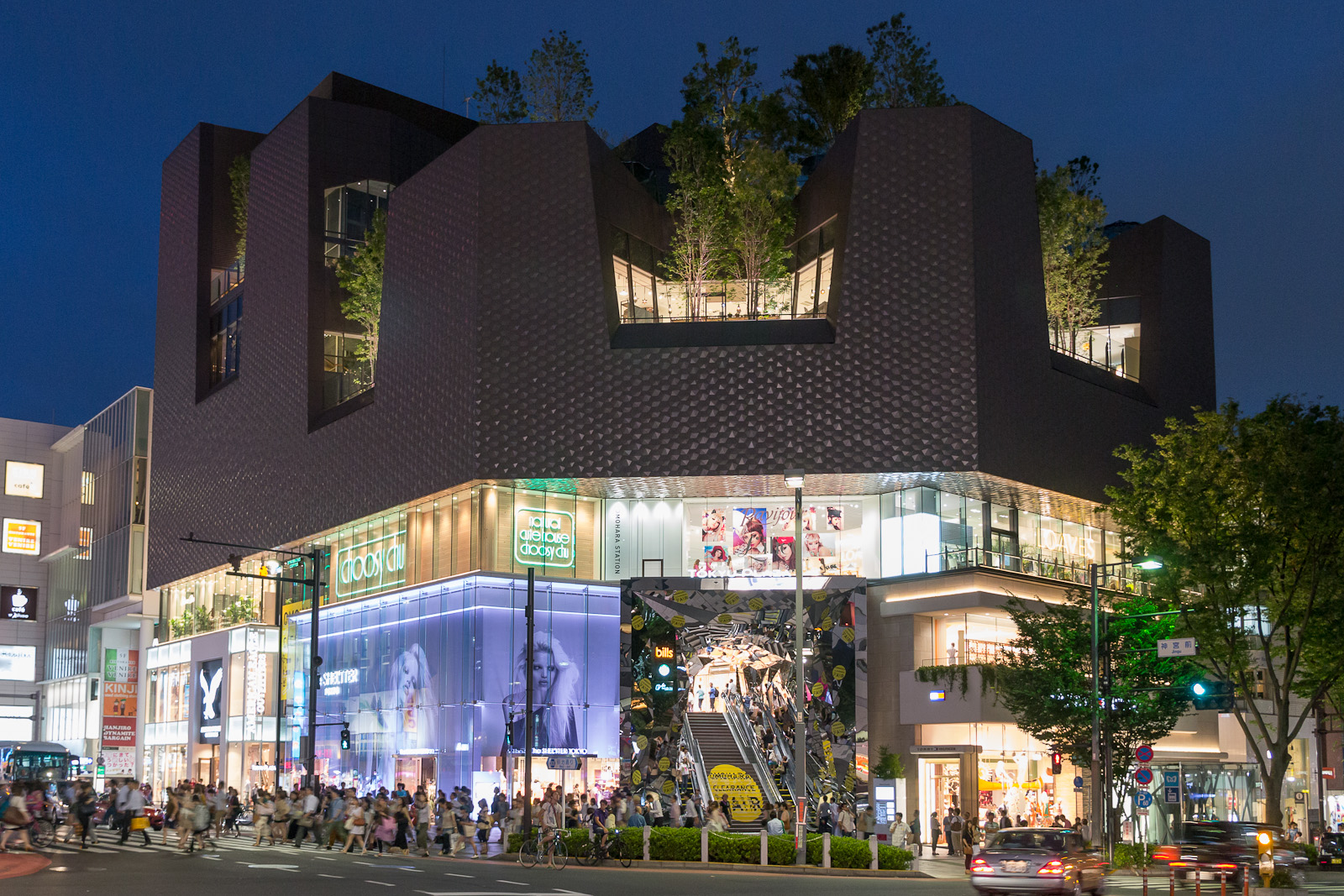
Einkaufszentrum Tokyu Plaza Omotesando Harajuku